# Jefim Iossifowitsch Lewitan
Jefim Iossifowitsch Lewitan (russisch Ефим Иосифович Левитан; * 18. Dezemberjul. / 31. Dezember 1915greg. in Jelisawetgrad; † 21. September 2007 in Wolgograd) war ein  russischer Architekt.

## Leben
Lewitans Vater war ein Ledertechniker, der nach Beginn des Ersten Weltkriegs mit seiner Familie seine Heimat Smorgon verlassen hatte und in das sicherere Jelisawetgrad gezogen war. Nach Kriegsende zog er 1918 weiter in das ferne Zentrum der Lederindustrie Bogorodsk. Dort verbrachte Jefim Lewitan seine Jugend und besuchte die Mittelschule Nr. 1. 1929 begann er als Zeichner in einer Ledersesselfabrik zu arbeiten. 1934 ging er nach Moskau zu seiner älteren Schwester Sofija, die beim Bau des Verwaltungsgebäudes Zentrosojus nach dem Projekt von Le Corbusier, Pierre Jeanneret und Nikolai Dschemsowitsch Kolli mitarbeitete und ihm riet, Architekt zu werden.
1935 begann Lewitan das Studium am Moskauer Architektur-Institut (MArchI). Zu seinen Lehrern gehörten Alexander Leonidowitsch Pasternak (Bruder Boris Leonidowitsch Pasternaks) und Panteleimon Alexandrowitsch Golossow. Nach dem Studienabschluss 1941 wurde er als Baumeister nach Stalinsk geschickt.
Im Juni 1943 kam Lewitan mit Stalinsker Bauarbeitern nach Stalingrad zum Wiederaufbau. Er war Bauleiter beim Wiederaufbau von Wohnhäusern und leitete den Bau diverser Objekte durch deutsche Kriegsgefangene. Seine späteren Bauten und Denkmäler prägten das Bild Stalingrads (seit 1961 Wolgograd). Insbesondere gestaltete er mit Wassili Nikolajewitsch Simbirzew den Platz der gefallenen Kämpfer und baute mit ihm 1950 die Parteihochschule an diesem Platz, die jetzt die Medizinische Universität Wolgograd ist. Nach ihrem Projekt wurde auch die Parteihochschule in Chabarowsk gebaut, die jetzt die Fernostakademie des Staatsdienstes ist.
Viele Jahre leitete Lewitan das Atelier Nr. 2 des Projektierungsinstituts des Wolgogradgraschdanprojekts. Er organisierte die Planung und den Bau der neuen südlichen Stadtteile und wirkte dann bei der Realisierung mit. 1997 wurden 11 Werke Lewitans als Geschichts- und Kulturdenkmale der Oblast Wolgograd anerkannt. Er war Mitglied der Union der Architekten der UdSSR seit 1946.

## Ehrungen, Preise
- Medaille „Für heldenmütige Arbeit im Großen Vaterländischen Krieg 1941–1945“
- Ehrenzeichen der Sowjetunion
- Silbermedaille der Allrussischen Landwirtschaftsausstellung
- Verdienter Architekt der RSFSR
- Stalinpreis II. Klasse (1951 mit Wassili Nikolajewitsch Simbirzew) für die Architektur der Parteihochschule in Stalingrad[4]
- Medaille der Union der Architekten der Russischen Föderation
- Ehrenbürger der Heldenstadt Wolgograd (1999)[3]

## Werke

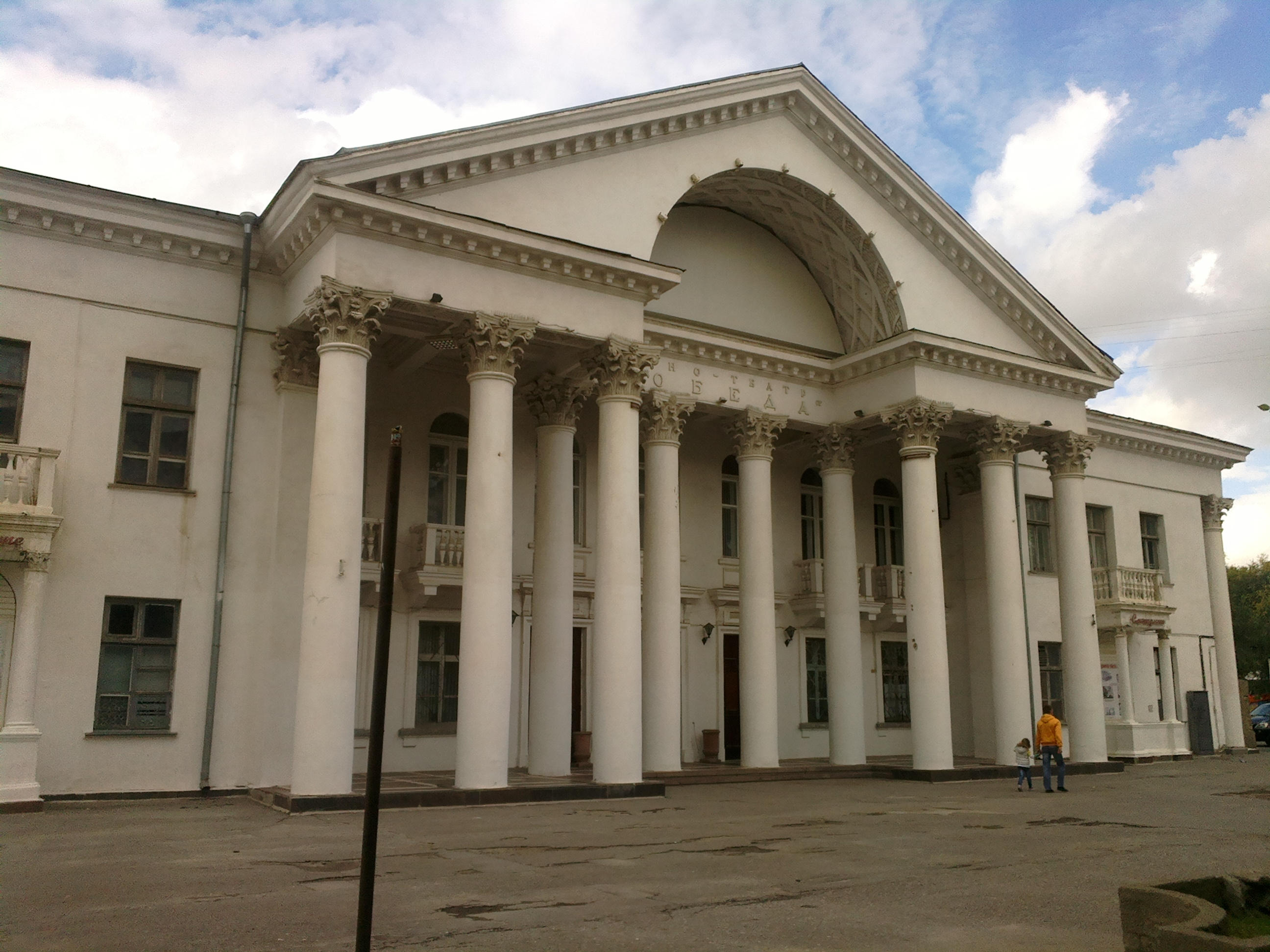
Kino Pobeda, Wolgograd
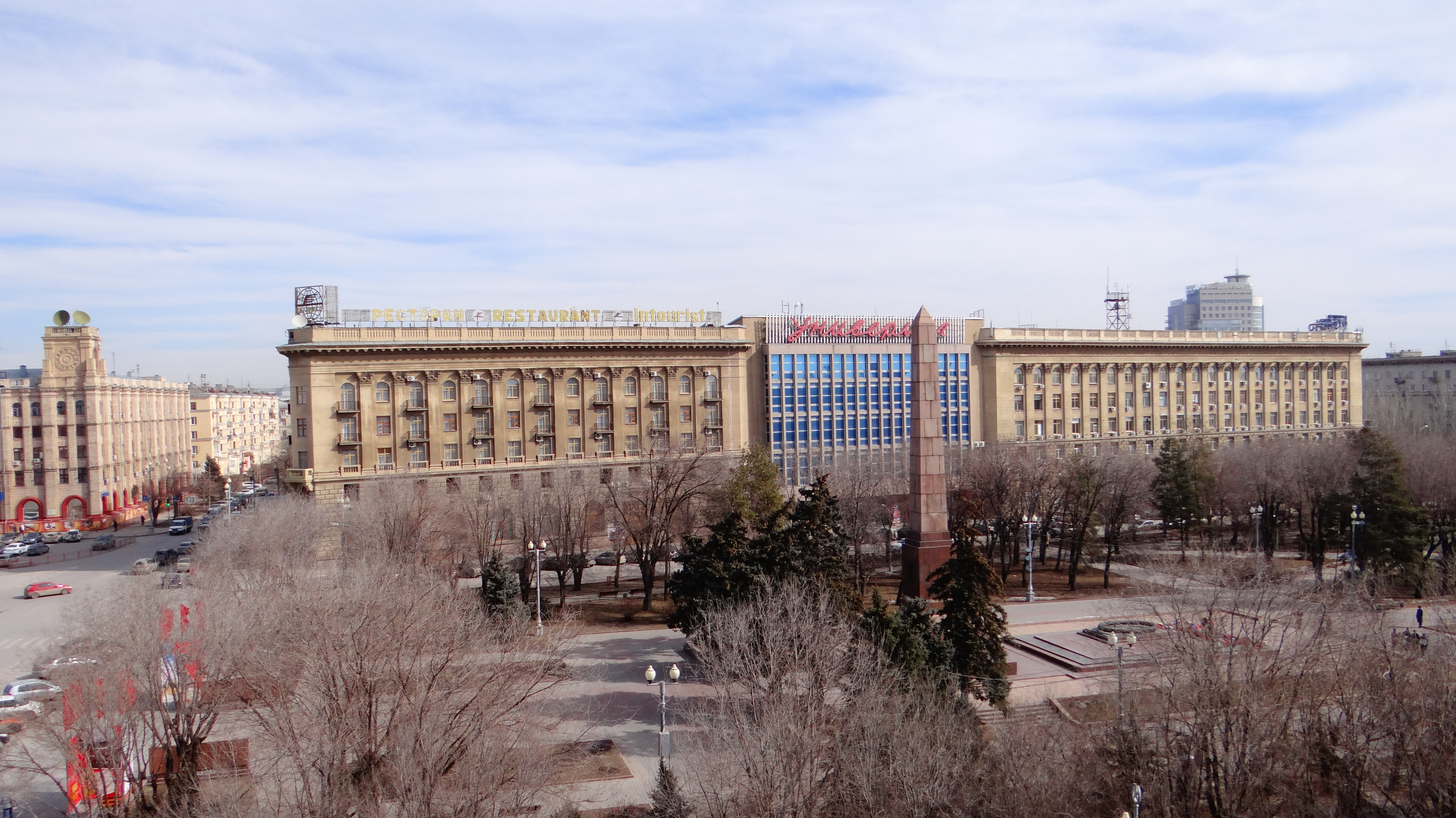
Platz der gefallenen Kämpfer, Wolgograd
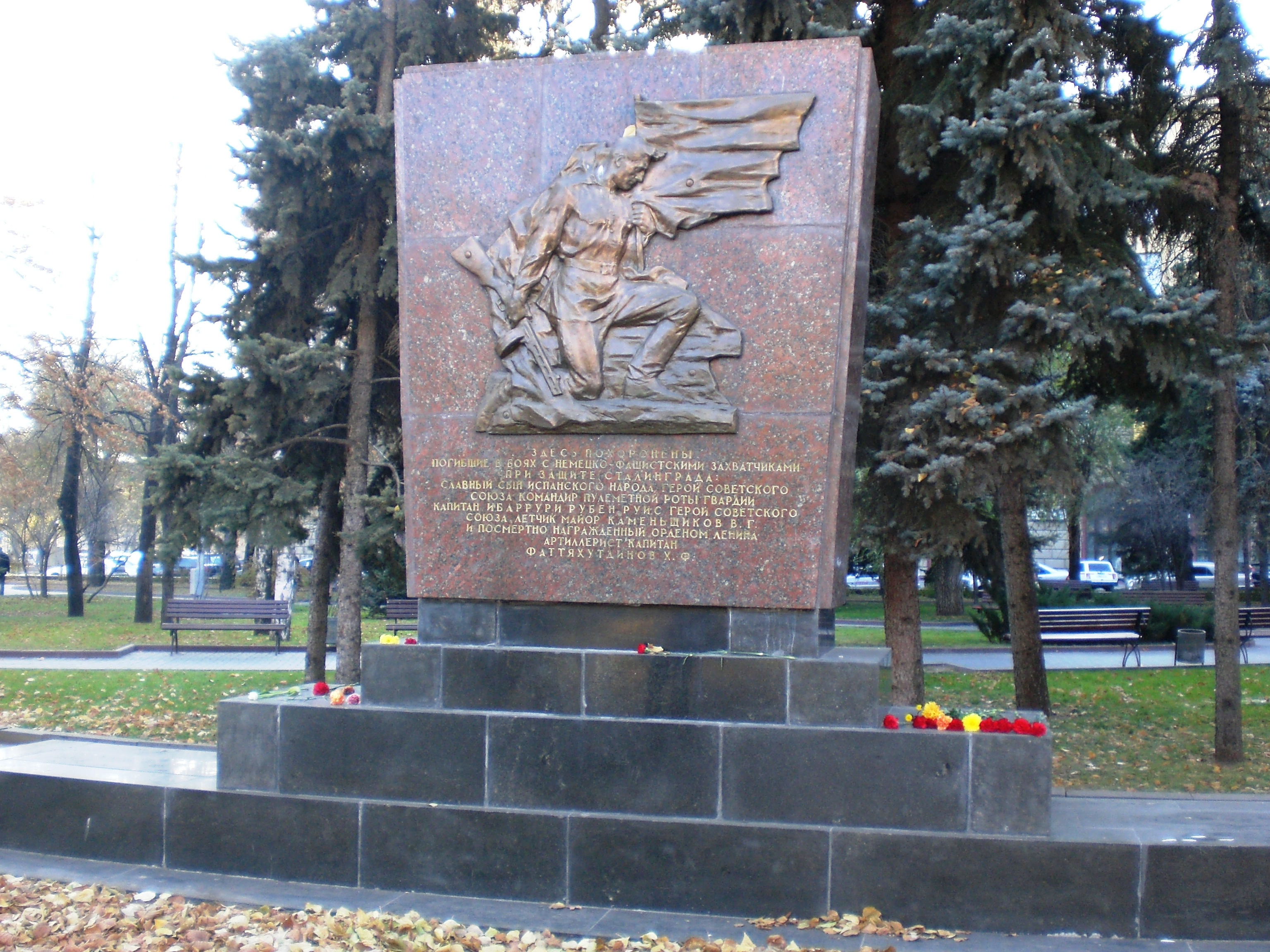
Grabdenkmal für Rubén Ruiz Ibárruri, Wladimir Grigorjewitsch Kamenschtschikow und Ch. F. Fattjachutinow auf dem Platz der gefallenen Kämpfer, Wolgograd
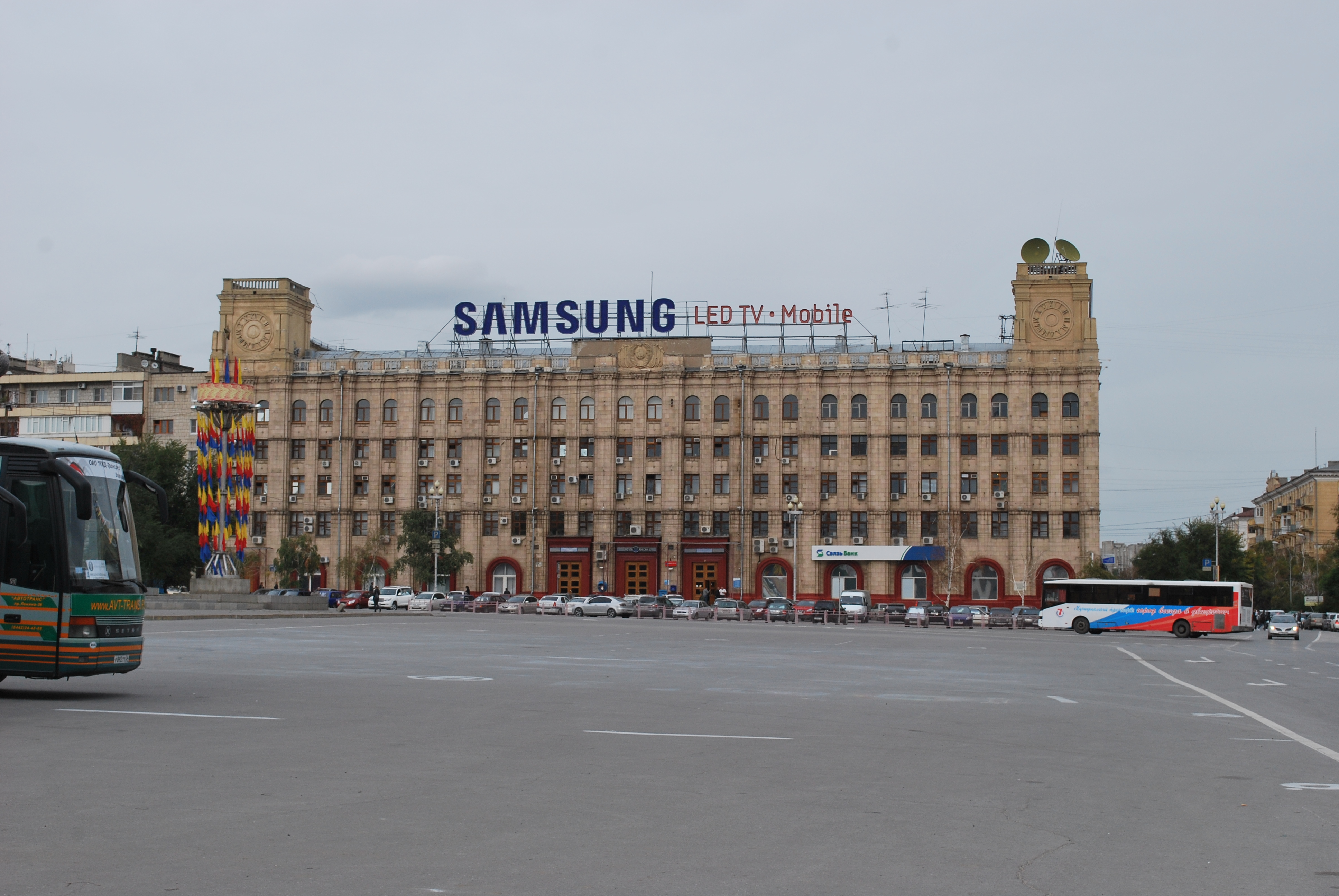
Hauptpostamt, Platz der gefallenen Kämpfer, Wolgograd
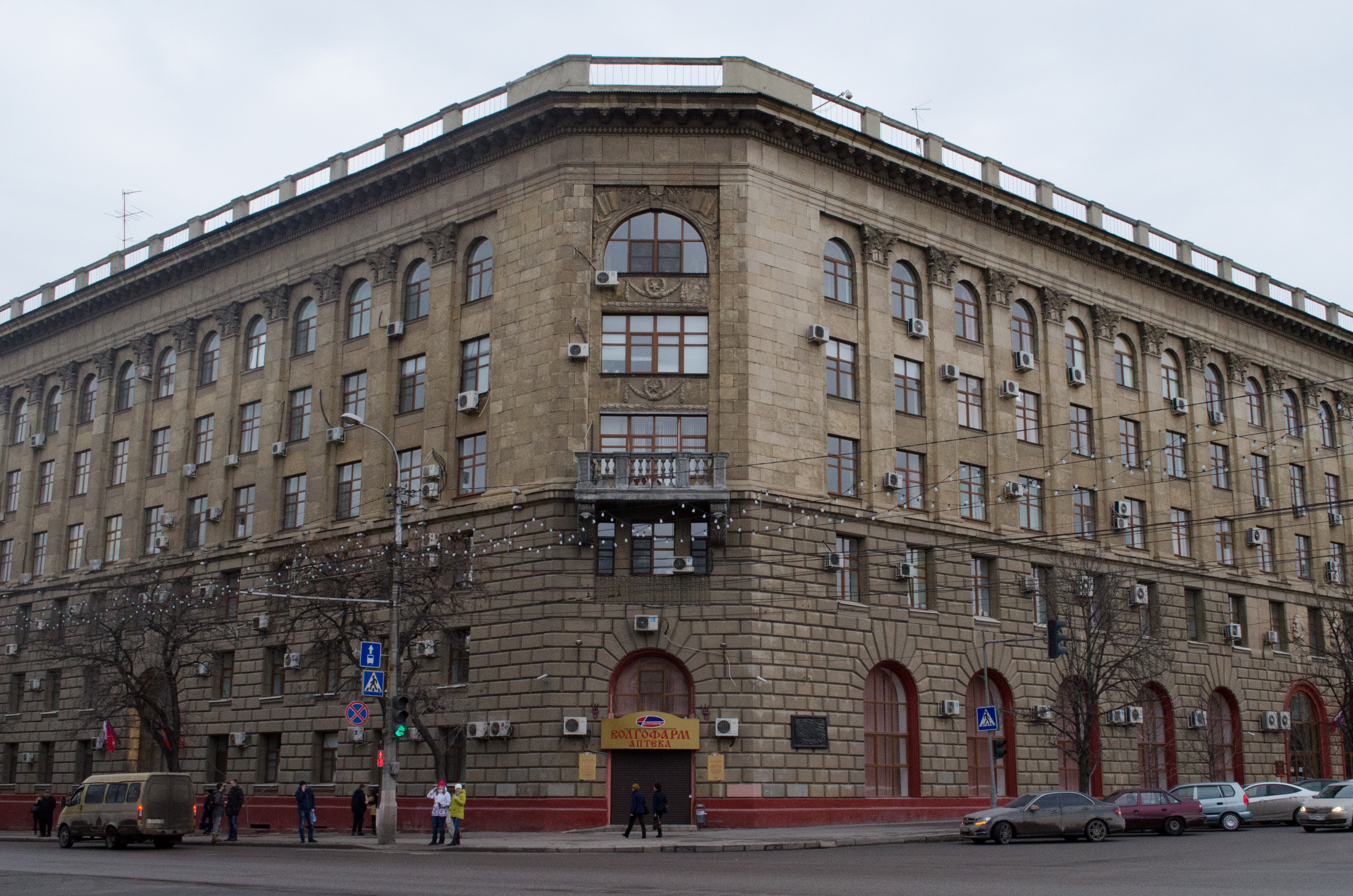
Medizinische Universität Wolgograd
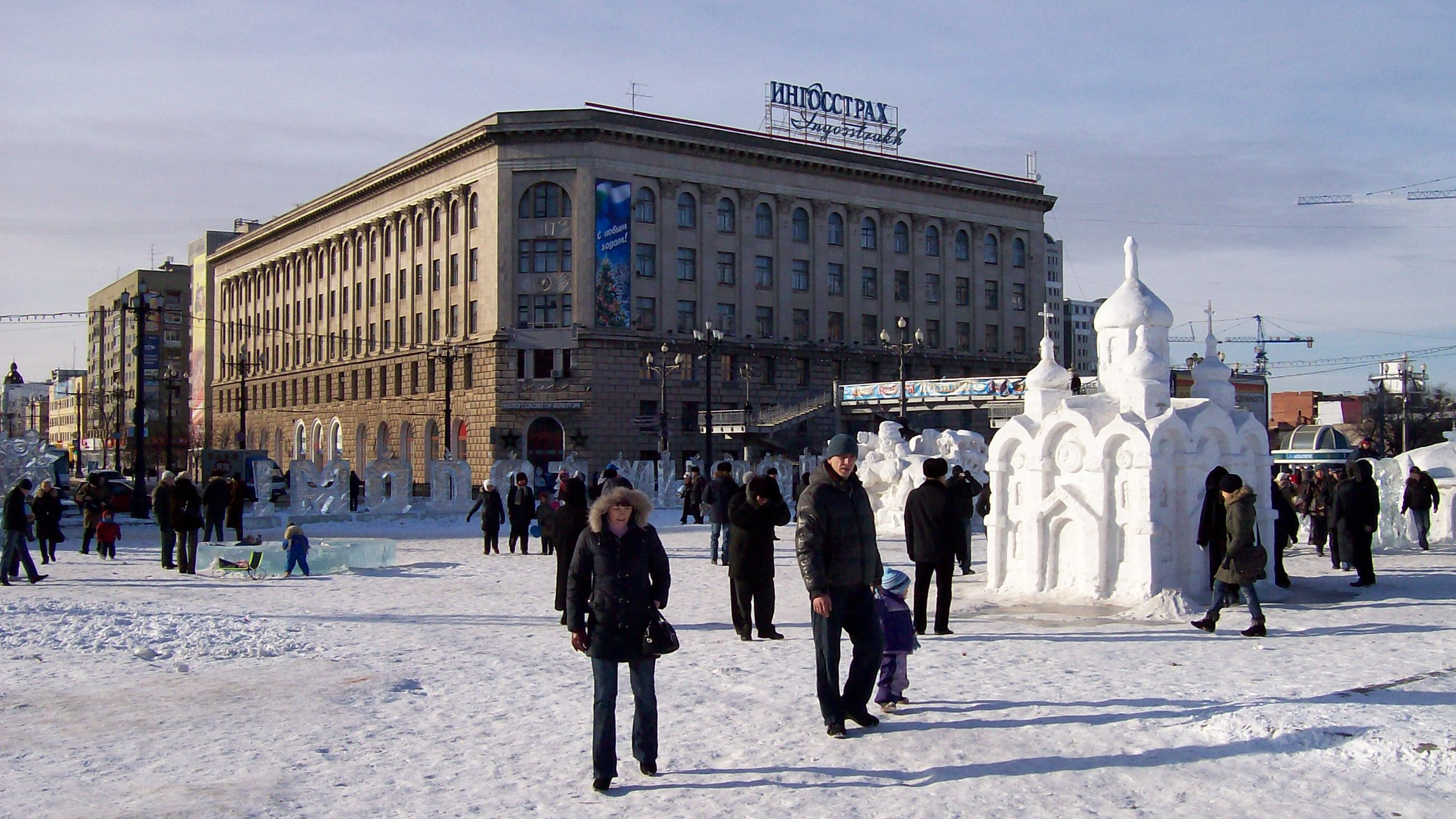
Fernostakademie des Staatsdiensts, Chabarowsk
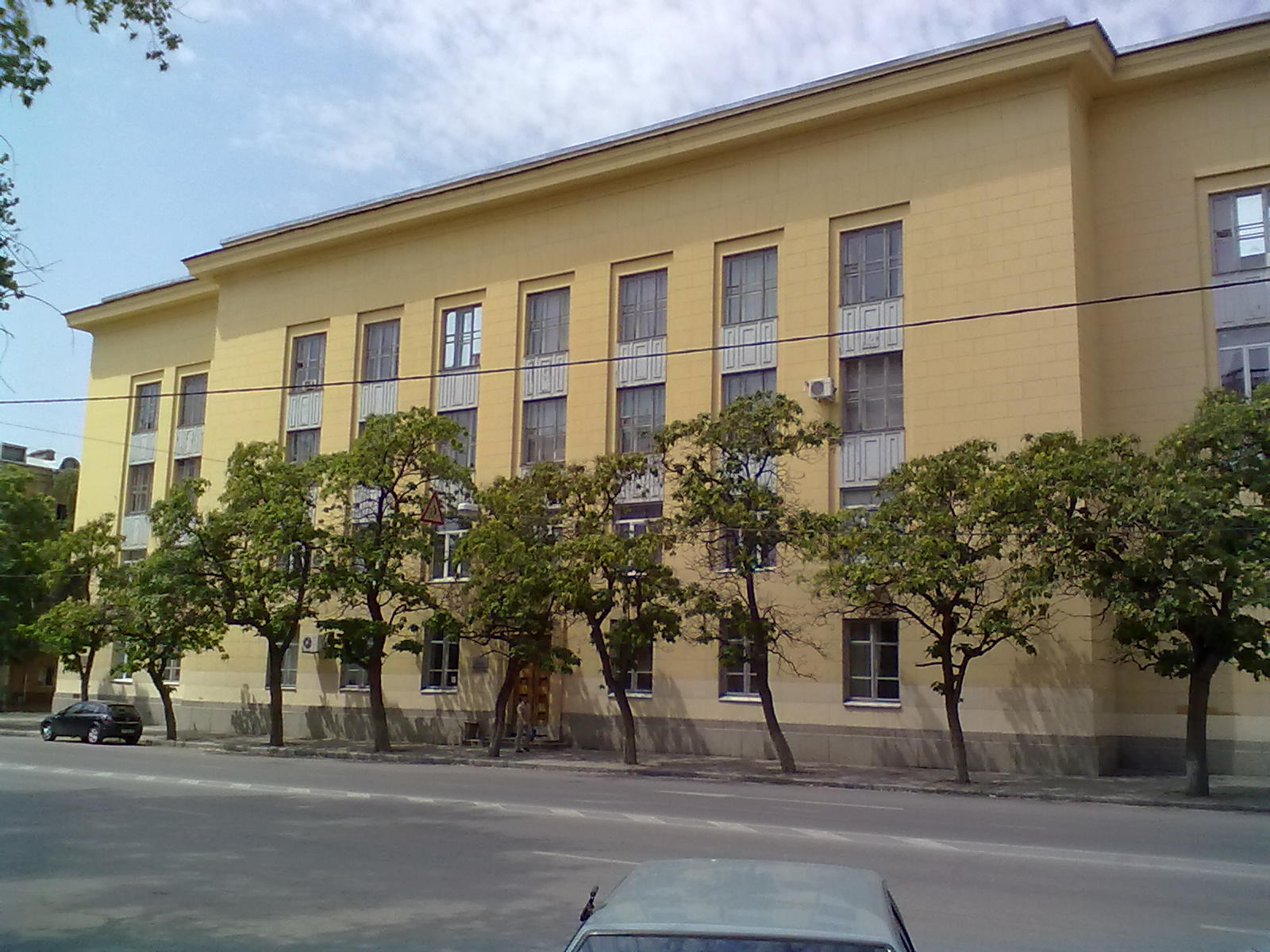
Städtisches Serebrjakow-Kunstinstitut, Wolgograd
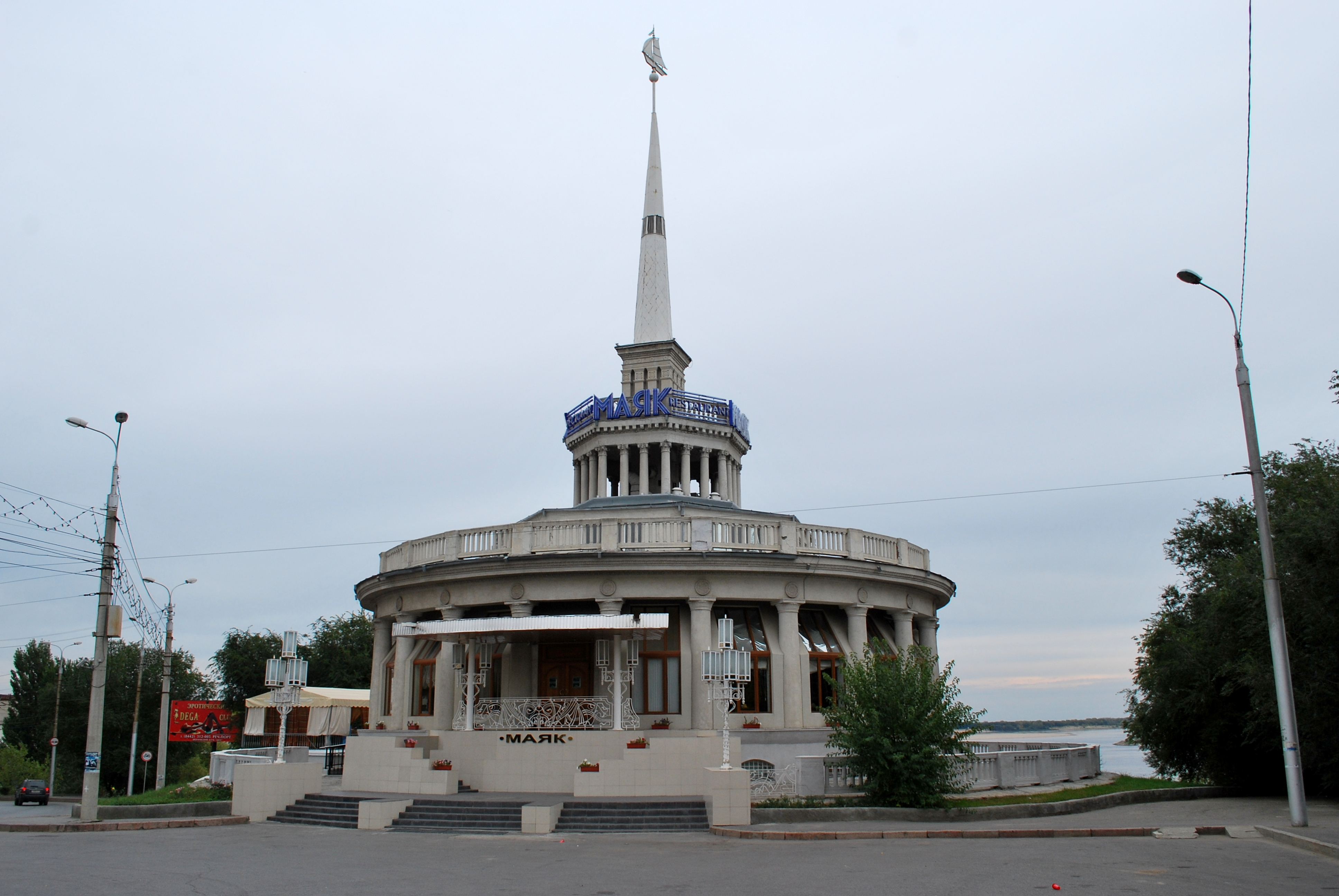
Restaurant Majak, Wolgograd
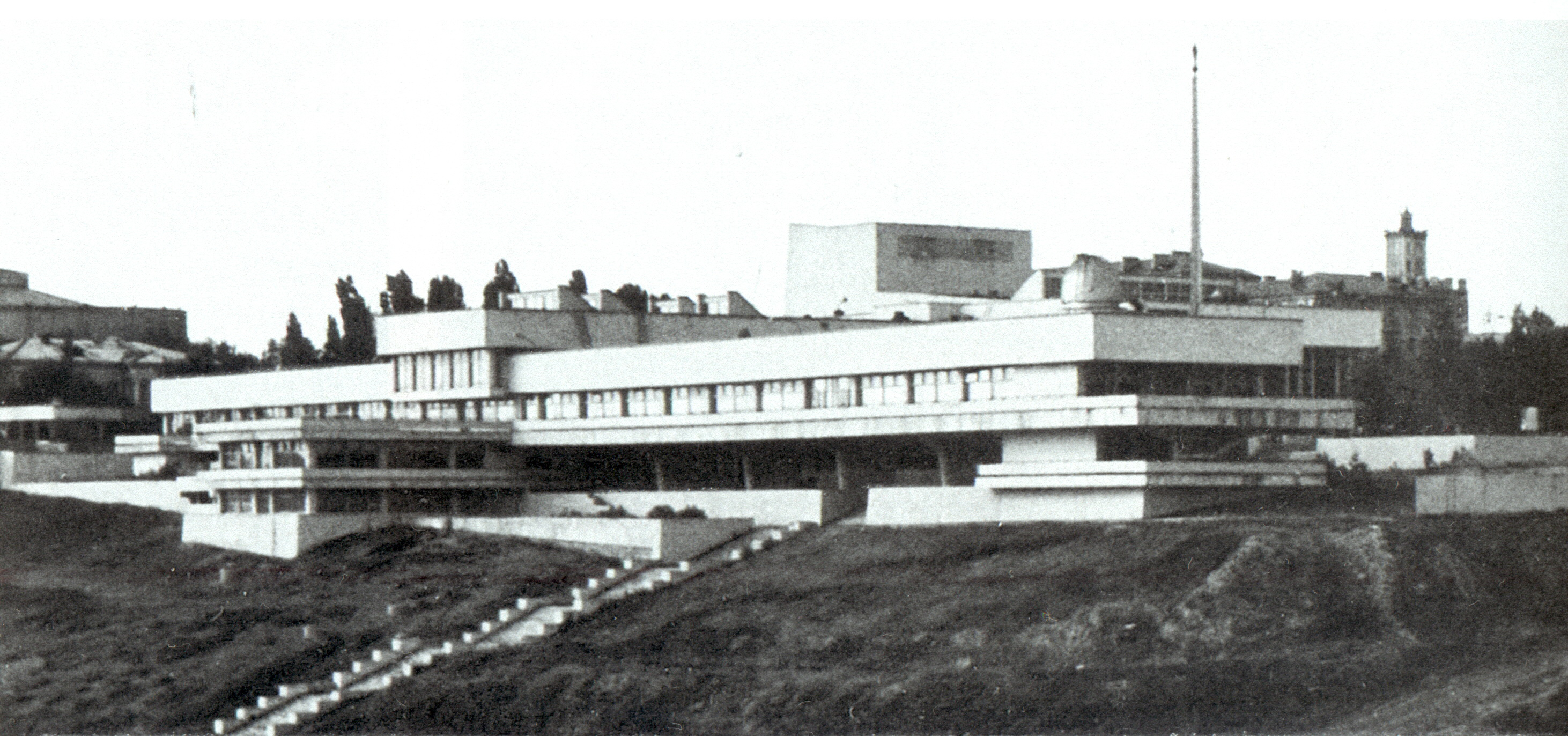
Pionierpalast, Wolgograd
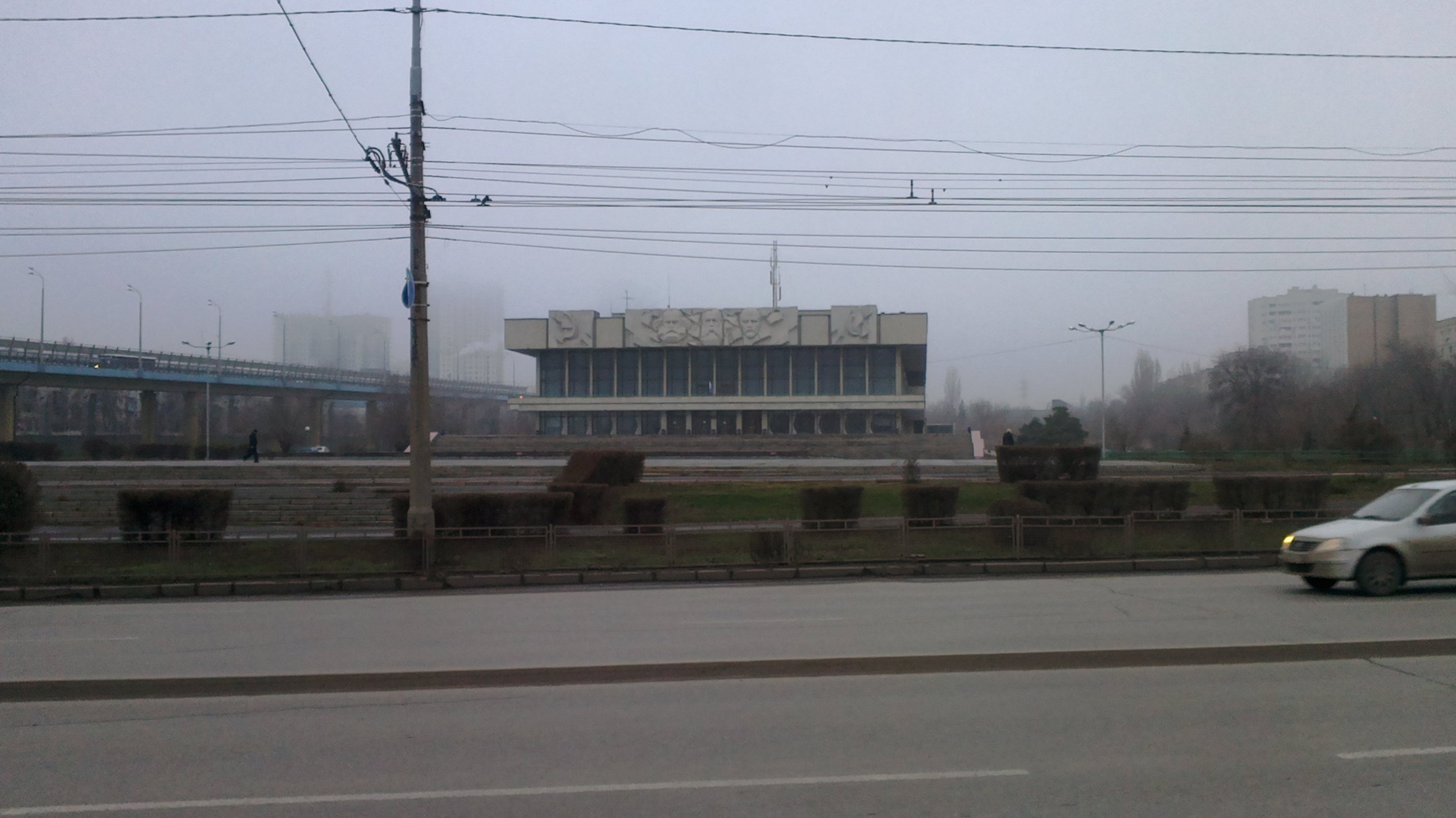
Haus der Politaufklärung (jetzt Philharmonie), Wolgograd
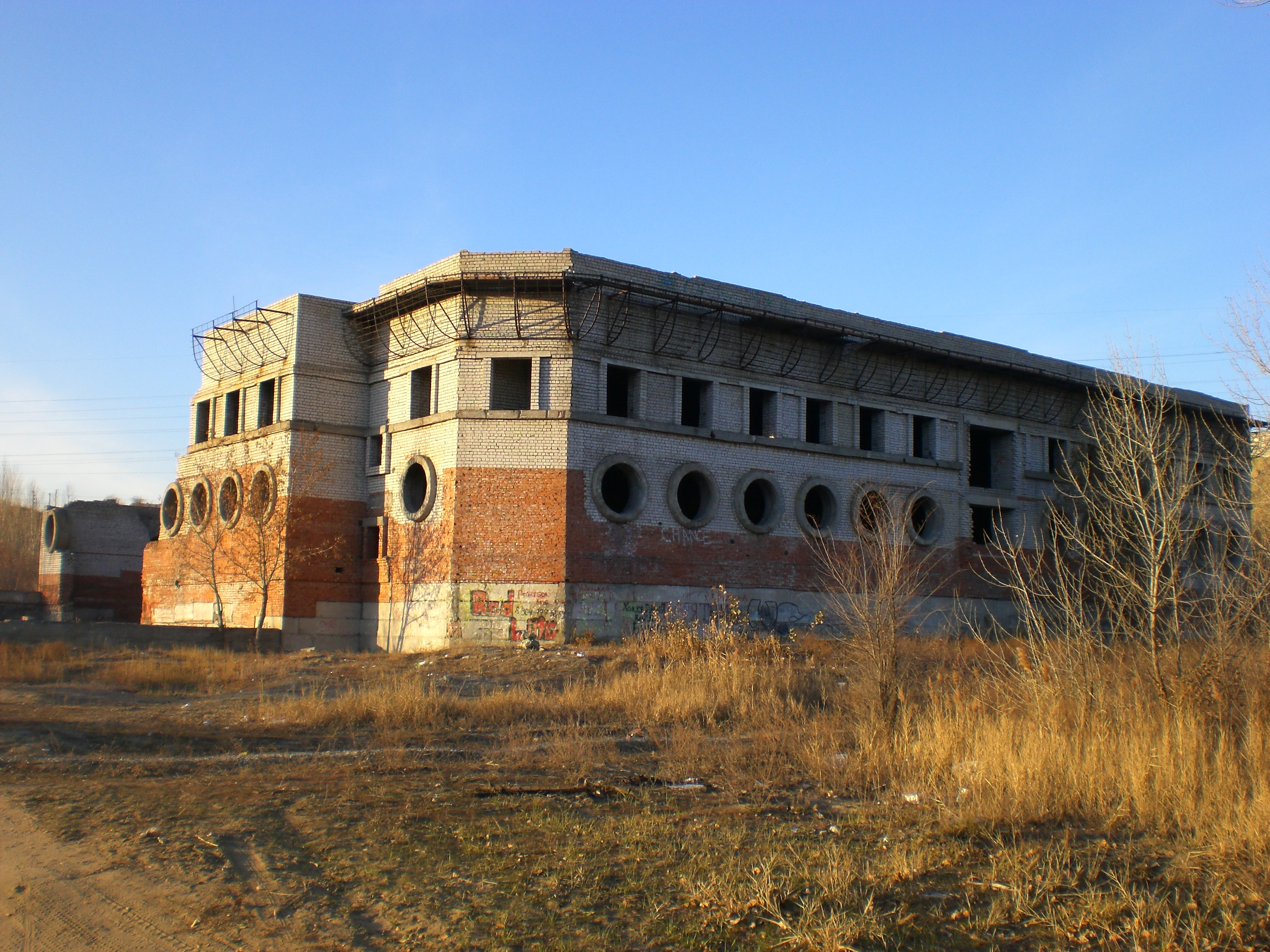
Kinderschwimmunterricht-Halle, Wolgograd